# Patrera longipes
Patrera longipes är en spindelart som först beskrevs av Eugen von Keyserling 1891.  Patrera longipes ingår i släktet Patrera och familjen spökspindlar. Inga underarter finns listade i Catalogue of Life.